# Aileen Meagher
Aileen Aletha Meagher (26 novembre 1910 – 2 agosto 1987) è stata una velocista canadese, vincitrice della medaglia di bronzo nella staffetta 4×100 metri ai Giochi olimpici di Berlino nel 1936.

## Biografia
Nei giochi olimpici tedeschi del 1936 nella staffetta 4×100 metri vinse il bronzo con Mildred Dolson-Cavill, Hilda Cameron e Dorothy Brookshaw.
Ai giochi del Commonwealth del 1934 vinse un oro e due argenti, alla successiva edizione del 1938 vinse una medaglia d'argento e un bronzo.

## Palmarès
| Anno | Manifestazione            | Sede    | Evento                | Risultato | Prestazione | Note |
| ---- | ------------------------- | ------- | --------------------- | --------- | ----------- | ---- |
| 1936 | Giochi della XI Olimpiade | Berlino | Staffetta 4×100 metri | Bronzo    | 47”8        |      |